# Christmas Offerings
Christmas Offerings è un album in studio natalizio del gruppo christian rock statunitense Third Day, pubblicato nel 2006.

## Tracce
1. O Come All Yet Faithful
2. Do You Hear What I Hear?
3. Born in Bethlehem
4. O Holy Night
5. Angels We Have Heard on High
6. Silent Night
7. Jesus, Light of the World
8. Joy to the World
9. What Child Is This?
10. The First Noel
11. Christmas Like a Child
12. Away in a Manger
13. Merry Christmas